# Větrný Jeníkov
Větrný Jeníkov är en köping i Tjeckien.   Den ligger i regionen Vysočina, i den centrala delen av landet, 100 km sydost om huvudstaden Prag. Větrný Jeníkov ligger 668 meter över havet och antalet invånare är 577.
Terrängen runt Větrný Jeníkov är huvudsakligen platt, men österut är den kuperad. Větrný Jeníkov ligger uppe på en höjd.Runt Větrný Jeníkov är det tätbefolkat, med 297 invånare per kvadratkilometer. Närmaste större samhälle är Jihlava, 12,0 km sydost om Větrný Jeníkov. I omgivningarna runt Větrný Jeníkov växer i huvudsak blandskog.